# アペピ1世
アペピ（Apepi, 在位：紀元前1610年頃 - 1570年頃または1580年頃 - 1540年頃）は、古代エジプト第15王朝の第4代ファラオ（王）

## 概要
ヒクソスの王たちの中では比較的多くの記録が残っている人物で、トリノ王名表によれば、40年間エジプトを統治した。第15王朝は主にデルタ地帯の東部からパレスティナまでの地域を直轄領として支配し、それ以外の地域は土着の支配者たちに貢納の義務を負わせて従属させる形をとっていた。彼の治世はこのようなヒクソスによるエジプトの支配体制が最も盤石だった時代であったと考えられる。実際、土着のエジプト人による第17王朝が治めていたテーベ周辺の地域でもヒクソスによる建築活動の痕跡が見られ、アペピの名を記した印章は遠くヌビアでも見つかっている。
アペピの治世の半ば頃まで、テーベの王国との関係は概ね良好であった。だが平穏な時代が続いたことで第17王朝は徐々に力をつけ、アペピの治世の後半には第15王朝の支配を脅かすようになったと考えられる。第19王朝時代に記録された説話『アポフィスとセケンエンラーの争い』によれば、アペピ（アポフィス）は、テーベのアメン神殿の聖なる池で飼われていたカバの鳴き声がうるさく、安眠ができないので殺すように要求した。このような理不尽な命令に対して、テーベを治めるセケンエンラーはアペピの使者を親しく迎え入れ、二心なきこと誓った。この話におけるアペピには、不穏な動きを見せるテーベに対して、アヴァリスの権威を改めて承認させる意図があったと考えられる。この逸話が史実とは言い難いが、実際、セケンエンラーの時代に第17王朝は第15王朝に対して反旗を翻し、異民族支配の打破を大義名分として戦争を開始した。
戦いは長く激しいものであったが、第15王朝は第17王朝に対して勝利を収め、セケンエンラーを戦死させた。その後継者のカーメスはヒクソス領の奥深くまで侵攻し、一時はアヴァリスを包囲するに至ったが、その直後に早世した。カーメスの跡を継いだセケンエンラーの子イアフメス1世は幼少だったこともあり、第15王朝との戦闘は中断された。しかし、カーメスの死期に前後してアペピもまた死去したと思われる。

### 名前について
アペピという誕生名に冠せられた即位名には、ネブケペルラー、アケンエンラー、アウセルラーの3つがある。近年までこれら3つの名前がアペピという王が複数いたことを示しているのか、あるいは第11王朝のメンチュヘテプ2世がホルス名を次々と変更したように、同一の「アペピ王」が次々と即位名を変えていったものであるのかはよく分かっていなかった。特に、アウセルラー・アペピはしばしば、アケンエンラー・アペピ1世とは別人で、その死後に王位を継承したアペピ2世であると仮定されていた。だが現在では、この二つはどちらも一人の人物が用いた名前で、アペピ王の後継者はカムディという名の王であったとする説が主流となりつつある。